# Асмис, Рудольф
Рудольф Асмис (нем. Rudolf Albert August Wilhelm Asmis; 12 июня 1879, Мезекенхаген — ноябрь 1945) — немецкий дипломат.

## Биография
По образованию юрист. В 1900—1907 гг. — прусский правительственный и судебный чиновник. В качестве сотрудника Имперского колониального управления с 1907 г. находился в Германском Того, где занимался юридической работой. В 1912—1914 гг. германский консул в Бельгийском Конго и Французской Экваториальной Африке.
В годы Первой мировой войны работал в администрации оккупированной Бельгии. В 1919—1922 гг. советник Министерства внутренних дел, с 1922 г. советник посольства в Чите (Дальневосточная республика), затем в Москве. В 1924—1932 гг. советник посольства в Пекине, затем посланник в Таиланде, с 1932 г. генеральный консул в Сиднее. В 1938 г. вступил в НСДАП.
В годы Второй мировой войны работал в Колониально-политическом управлении НСДАП, имперский комиссар по колониальным обществам.
Умер в советском плену.

## Сочинения
- Kalamba na m’putu. Berlin: Mittler, 1942.
- Das Ende eines Paradieses. Berlin: Reinshagen, 1942.
- Erfahrungen aus meinen kolonialen Wanderjahren. München : Eher, 1941, 2. Aufl.
- Ahnentafel Asmis. Leipzig: Zentralstelle f. deutsche Personen- u. Familiengeschichte, 1936.
- Als Wirtschaftspionier in Russisch-Asien. Berlin : G. Stilke, 1926, 2. Aufl.
- Der belgische Kongo nach dem Weltkriege. Leipzig : K. F. Koehler, 1920.